# Umberto Tosi
Umberto Tosi (Milano, 17 settembre 1915 – ...) è stato un calciatore italiano, di ruolo attaccante.

## Carriera
Nella stagione 1935-1936 conquistò una promozione in Serie B con la Catanzarese, mentre nella stagione successiva ha giocato 29 partite in Serie B con i giallorossi.
L'anno seguente è passato al Taranto, con cui ha segnato 2 gol in 20 presenze nel campionato di Serie B 1937-1938. A fine stagione venne messo in lista di trasferimento dalla società pugliese.

## Palmarès

### Club

#### Competizioni nazionali
- Serie C: 1

Catanzarese: 1935-1936